# Fridrik Antal Dezső
Fridrik Antal Dezső (Esztergom, 1838. január 6. – Arco, 1888. február 29.) főreáliskolai tanár.

## Élete
Középiskoláit szülővárosában és Győrben, teológiai és pedagógiai tanulmányait Jászón a premontrei rend iskolájában végezte. A császári és királyi leobeni bányászati akadémián kohászati előadásokat hallgatott, a selmecbányai magyar királyi bányász- és erdészeti akadémián vegytant tanult. Iskoláit 1872-ben végezte el. 1868. március 28. tanári képesítést nyert. Alkalmazva volt mint a mennyiség- és természettan tanára a rozsnyói premontrei gimnáziumban 1858 és 1862 közt, a kassai főgimnáziumban 1862 és 1871 közt. Ekkor áthelyezték a pozsonyi főreáliskolához, hol a mennyiségtant tanította a felsőbb osztályokban 1887. szeptemberének végéig.

## Művei
Az agyag vegytanilag megvilágítva. (Pozsonyi kir. gymnasium Értesítője 1873.)
Cikke van a Tanáregylet Közlönyében (V. 1871/2)